# Shola Allyson
Shola Allyson-Obaniyi, thường được biết đến với tên Shola Allyson, là một soul, một dân ca, ca sĩ phúc âm và nhạc sĩ người Nigeria. Cô bước vào ánh đèn sân khấu với album đình đám Eji Owuro (2003), đây là album nhạc phim cho bộ phim cùng tên. Sau Eji Owuro, cô đã phát hành các album khác như Gbe Je F'ori và Im'oore. Một số bài hát nổi tiếng của cô gồm có: "Eji Owuro", "Obinrin Ni Mi", "Aseye", "Isinmi". Ngoài việc là một ca sĩ, cô còn là một huấn luyện viên giọng nói, người cố vấn và nhà tư vấn.

## ầud đời và giáo dục
Allyson sinh ra ở Ikorodu, bang Lagos vào đầu thập niên 70. Cô đã học tiểu học tại Trường tiểu học Anh giáo, Ikorodu, sau đó cô theo học trường Trung học Shams-el-deen Grammar School, Ikorodu. Cô theo học ngành Nghiên cứu kinh doanh tại Trường Cao đẳng Kỹ thuật Chính phủ, Agidingbi, Ikeja, và lấy được chứng chỉ NBTE.
Năm 1997, cô được nhận vào trường Bách khoa, Ibadan để học Công nghệ âm nhạc, chuyên ngành Thanh âm và ngành phụ trong Âm nhạc. Cô có được tấm bằng Cao đẳng Quốc gia (HND).

## Sự nghiệp
Allyson bắt đầu sự nghiệp với tư cách là một ca sĩ phụ vào cuối những năm 1980, khi cô mới mười ba tuổi. Sau đó, cô trở thành ca sĩ phụ chuyên nghiệp và làm việc cùng với các nhạc sĩ như: Yinka Ayefele, Gbenga Adeboye, Pasuma, Obesere và Daddy Showkey.

## Cuộc sống cá nhân
Allyson kết hôn vào tháng 3 năm 2003. Cô gặp chồng của mình, Toyin Obaniyi trong dàn hợp xướng nhà thờ. Họ cùng nhau có 3 đứa con: Ayobami, Mopelola và Obafunmiwo. 

## Danh sách đĩa

### Album
- Eji Owuro (2003)
- Gbe Je F'ori (2005)
- Ire (2007)
- Im'oore (2009)
- Adun (2012)
- "Imuse" (2018)